# 長洞駅
長洞駅（チャンドンえき、朝鮮語: 장동역）は、朝鮮民主主義人民共和国咸鏡南道水洞郡にある駅で、高原炭鉱線に属する。 

## 隣の駅
高原炭鉱線
徳寺駅 - 長洞駅